# Funció q-gamma
En matemàtiques, en la teoria q-anàleg, la funció q-gamma, o funció gamma bàsica, és una generalització de la funció gamma ordinària, i està molt estretament relacionada amb la funció gamma doble. Aquesta va ser introduïda per Jackson (1905), 
Es defineix com
{\displaystyle \Gamma _{q}(x)=(1-q)^{1-x}\prod _{n=0}^{\infty }{\frac {1-q^{n+1}}{1-q^{n+x}}}=(1-q)^{1-x}\,{\frac {(q;q)_{\infty }}{(q^{x};q)_{\infty }}}}
quan {\displaystyle |q|<1}, i
{\displaystyle \Gamma _{q}(x)={\frac {(q^{-1};q^{-1})_{\infty }}{(q^{-x};q^{-1})_{\infty }}}(q-1)^{1-x}q^{\binom {x}{2}}}
si {\displaystyle |q|>1}. Aquest (·;·)∞ és el símbol q-Pochhammer infinit. Satisfà l'equació funcional
{\displaystyle \Gamma _{q}(x+1)={\frac {1-q^{x}}{1-q}}\Gamma _{q}(x)=[x]_{q}\Gamma _{q}(x)}
Per a enters no negatius n,
{\displaystyle \Gamma _{q}(n)=[n-1]_{q}!}
on [·]q ! és la funció q-factorial. Alternativament, això pot ser pres com una extensió de la funció q-factorial per al sistema de nombres reals.
La relació amb la funció gamma ordinària es fa explícita en el límit
{\displaystyle \lim _{q\to 1\pm }\Gamma _{q}(x)=\Gamma (x).}

## Fórmules tipus Raabe
A causa de I. Mező, existeix el q-anàleg de la fórmula Raabe, almenys si s'utilitza la funció de q-gamma quan {\displaystyle |q|>1}. Amb aquesta restricció
{\displaystyle \int _{0}^{1}\log \Gamma _{q}(x)dx={\frac {\zeta (2)}{\log q}}+\log {\sqrt {\frac {q-1}{\sqrt[{6}]{q}}}}+\log(q^{-1};q^{-1})_{\infty }\quad (q>1).}
El Bachraoui considera el cas {\displaystyle 0<q<1} i ha demostrat que
{\displaystyle \int _{0}^{1}\log \Gamma _{q}(x)dx={\frac {1}{2}}\log(1-q)-{\frac {\zeta (2)}{\log q}}+\log(q;q)_{\infty }\quad (0<q<1).}

## Valors especials
Són coneguts els següents valors especials:
{\displaystyle \Gamma _{e^{-\pi }}\left({\frac {1}{2}}\right)={\frac {e^{-7\pi /16}{\sqrt {e^{\pi }-1}}}{2^{11/12}\pi ^{3/4}{\sqrt[{3}]{{\sqrt {2}}-1}}{\sqrt[{24}]{4+3{\sqrt {2}}}}}}\Gamma \left({\frac {1}{4}}\right),}
{\displaystyle \Gamma _{e^{-2\pi }}\left({\frac {1}{2}}\right)={\frac {e^{-7\pi /8}{\sqrt {e^{2\pi }-1}}}{2{\sqrt[{8}]{2}}\pi ^{3/4}}}\Gamma \left({\frac {1}{4}}\right),}
{\displaystyle \Gamma _{e^{-4\pi }}\left({\frac {1}{2}}\right)={\frac {e^{-7\pi /4}{\sqrt {e^{4\pi }-1}}}{2^{7/4}\pi ^{3/4}}}\Gamma \left({\frac {1}{4}}\right),}
{\displaystyle \Gamma _{e^{-8\pi }}\left({\frac {1}{2}}\right)={\frac {e^{-7\pi /2}{\sqrt {\left({\sqrt {2}}-1\right)\left(e^{8\pi }-1\right)}}}{4{\sqrt[{4}]{2}}\pi ^{3/4}}}\Gamma \left({\frac {1}{4}}\right).}
Aquests són els anàlegs de la fórmula clàssica {\displaystyle \Gamma \left({\frac {1}{2}}\right)={\sqrt {\pi }}}.
D'altra banda, els següents anàlegs de la identitat familiaritzada {\displaystyle \Gamma \left({\frac {1}{4}}\right)\Gamma \left({\frac {3}{4}}\right)={\sqrt {2}}\pi } són certs:
{\displaystyle \Gamma _{e^{-2\pi }}\left({\frac {1}{4}}\right)\Gamma _{e^{-2\pi }}\left({\frac {3}{4}}\right)={\frac {e^{-29\pi /16}\left(e^{2\pi }-1\right)\Gamma \left({\frac {1}{4}}\right)^{2}}{4\pi ^{3/2}{\sqrt[{3}]{{\sqrt {2}}-1}}{\sqrt[{24}]{8+6{\sqrt {2}}}}}},}
{\displaystyle \Gamma _{e^{-4\pi }}\left({\frac {1}{4}}\right)\Gamma _{e^{-4\pi }}\left({\frac {3}{4}}\right)={\frac {e^{-29\pi /8}\left(e^{4\pi }-1\right)\Gamma \left({\frac {1}{4}}\right)^{2}}{2^{23/8}\pi ^{3/2}}},}
{\displaystyle \Gamma _{e^{-8\pi }}\left({\frac {1}{4}}\right)\Gamma _{e^{-8\pi }}\left({\frac {3}{4}}\right)={\frac {{\sqrt {{\sqrt {2}}-1}}e^{-29\pi /4}\left(e^{8\pi }-1\right)\Gamma \left({\frac {1}{4}}\right)^{2}}{16\pi ^{3/2}}}.}
Un q-anàleg de la fórmula de Stirling per a {\displaystyle |q|<1} està donada per
{\displaystyle \Gamma _{q}(x)=[2]_{q^{\ }}^{\frac {1}{2}}\Gamma _{q^{2}}\left({\frac {1}{2}}\right)(1-q)^{{\frac {1}{2}}-x}e^{\frac {\theta q^{x}}{1-q-q^{x}}},\quad 0<\theta <1.}
Un q-anàleg de la fórmula de multiplicació per a {\displaystyle |q|<1} està donada per
{\displaystyle \Gamma _{q^{n}}\left({\frac {x}{n}}\right)\Gamma _{q^{n}}\left({\frac {x+1}{n}}\right)\cdots \Gamma _{q^{n}}\left({\frac {x+n-1}{n}}\right)=[n]_{q}^{{\frac {1}{2}}-x}\left([2]_{q}\Gamma _{q^{2}}^{2}\left({\frac {1}{2}}\right)\right)^{\frac {n-1}{2}}\Gamma _{q}(x).}